# ヒナノウスツボ
ヒナノウスツボ（雛の臼壺、学名：Scrophularia duplicatoserrata ）は、ゴマノハグサ科ゴマノハグサ属の多年草。別名、ヤマヒナノウスツボ。植物体全体に弱々しい感じがする。

## 特徴
地下茎はやや塊状に短く肥大し、やや木質化し、細い根がある。茎はやや角ばった4稜があるが、やや軟弱で毛は無く、高さは40-100cmになり、上部は分枝する。葉は対生し、葉質は薄く、葉身は卵状長楕円形または卵形で、長さ6-11cm、幅3-5cmになる。葉の先端はとがり、基部はやや浅い心形になることが多く、縁にはとがった重鋸歯がある。葉柄にはやや翼があり、長さ1-3cmになる。
花期は7-9月。茎の先に円錐花序をつけ、まばらに多くの花をつける。花柄は細く長く腺毛が散生する。萼は鐘形で、萼裂片は5つに深く裂け、緑色で裂片は卵形または狭卵形で先は鈍頭。花冠は暗赤紫色、長さ6-9mm、ふくらんだ壺形で先は唇形になり、上唇はやや大きく2裂し、下唇は3裂し、下唇の中央裂片は反り返る。雄蕊は4個あって花冠下唇側につき、その上にへら状の仮雄蕊が1個ある。雌蕊は1個で花柱は花外に伸び出す。果実は、長さ6-7mm、幅5-6mmの球形の蒴果になり、胞間裂開する。種子は楕円形でごく小さい。

## 雌蕊先熟
雌蕊先熟で、花が開くと花柱が花の外に伸び、受粉して下垂する。この時、自花の葯から花粉は出ていない。その後雄蕊が伸びて葯の縁が裂け、花粉を出す。これによって同一の花からの受粉が避けられる。

## 分布と生育環境
日本固有種。本州の東北地方南部以西、四国、九州に分布し、山地の日陰の林中に生育する。湿った場所を好み、沢沿いに生えることが多い。

## 名前の由来
和名のヒナノウスツボは「雛の臼壺」の意で、小さな壺形の花を臼や壺に見立てたもの。1856年（安政3年）に出版された飯沼慾斎の『草木図説』に「ヒナノウスツボ」の名前がある。
種小名 duplicatoserrata は、「重鋸歯のある」の意味。

## 下位分類
ナガバヒナノウスツボ Scrophularia duplicatoserrata (Miq.) Makino var. surugensis (Honda) Honda ex H.Hara (1949)、シノニム Scrophularia musashiensis Bonati var. surugensis Honda (1931) - 葉は狭卵形、披針形または楕円状披針形で、長さ5-10cm、幅2-3cm、葉柄が長く、腋生の花序がよく発達する。静岡県・長野県・愛知県に分布する。1930年に、静岡県高根山、秋葉山で標本が採集されている。

## 分類
同属に、似た花をつけるゴマノハグサ、オオヒナノウスツボ、エゾヒナノウスツボ、ハマヒナノウスツボ、サツキヒナノウスツボがある。このうち、山地に生え、花期が夏から秋であるものにオオヒナノウスツボ Scrophularia kakudensis Franch. (1879)がある。同種は茎が角ばり上部にに軟毛が生えることがあり、葉質はやや厚く、鋸歯はとがる。花柄は太く、果実は卵形になり、日当たりの良い湿った草地、湿原、林縁などに生える。それに対し、本種は、茎は角ばるもののやや軟弱で無毛、葉質は薄く、鋸歯は重鋸歯になる。花柄は細く花はまばらつき、果実は球形になり、林中の日陰に生え、沢沿いなどの湿った場所に多い。

## ギャラリー

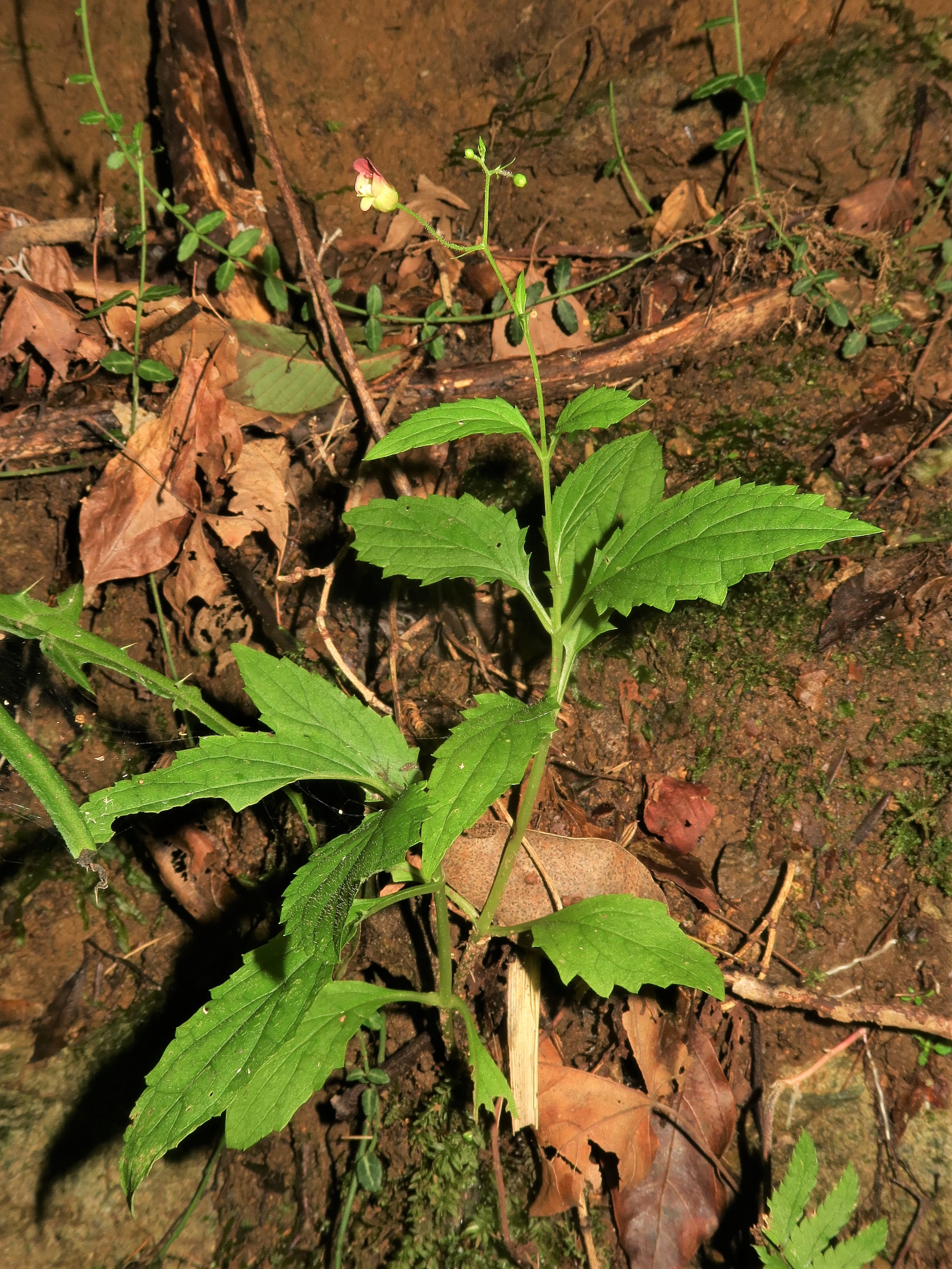
矮小な個体。葉は対生し、茎は4稜があるがやや軟弱で毛は無い。
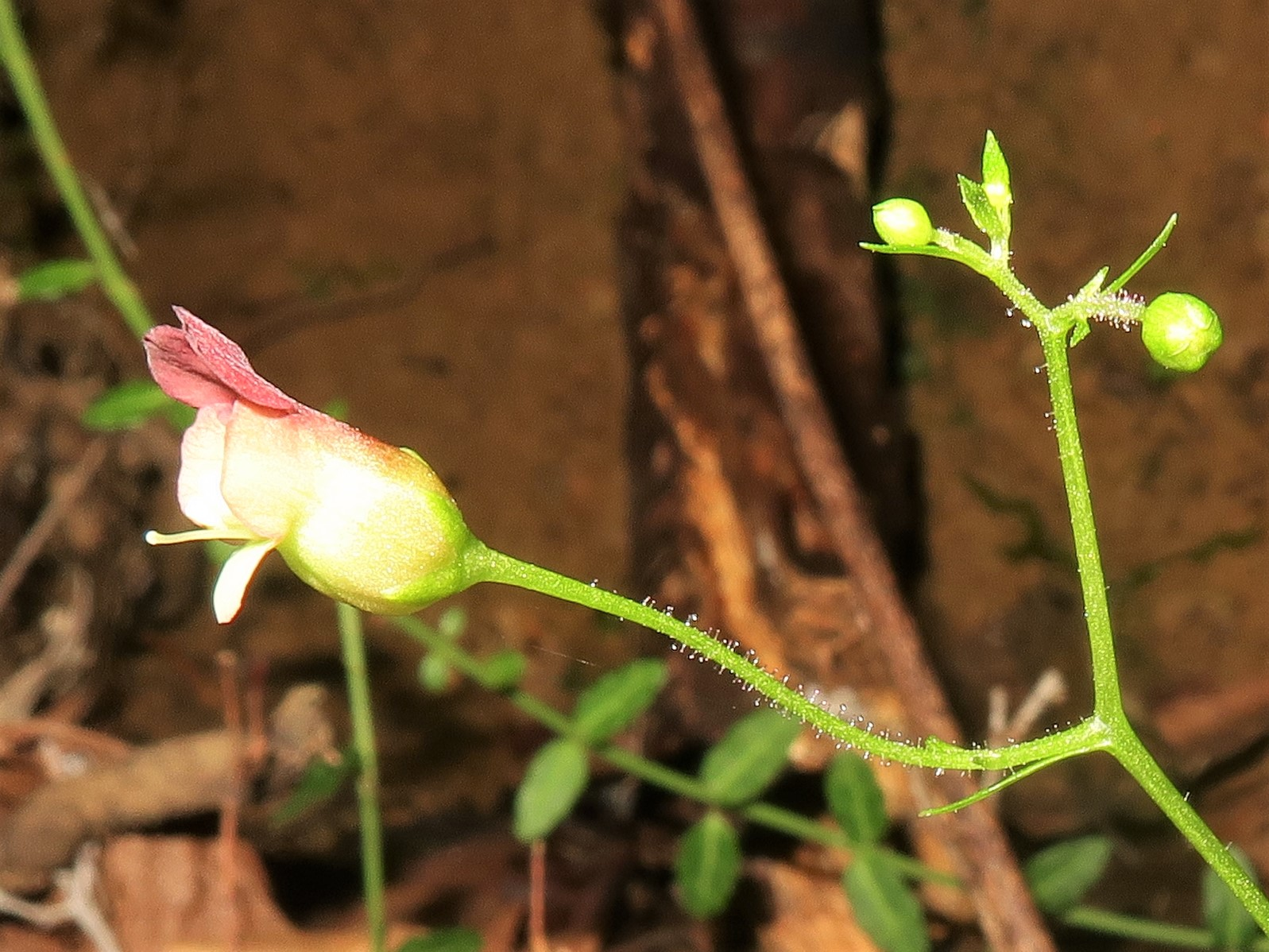
花柄は細く長く、腺毛が生える。花冠は暗赤紫色、ふくらんだ壺形で先は唇形になり、上唇はやや大きく2裂し、下唇の色は3裂し、下唇の中央裂片は反り返る。
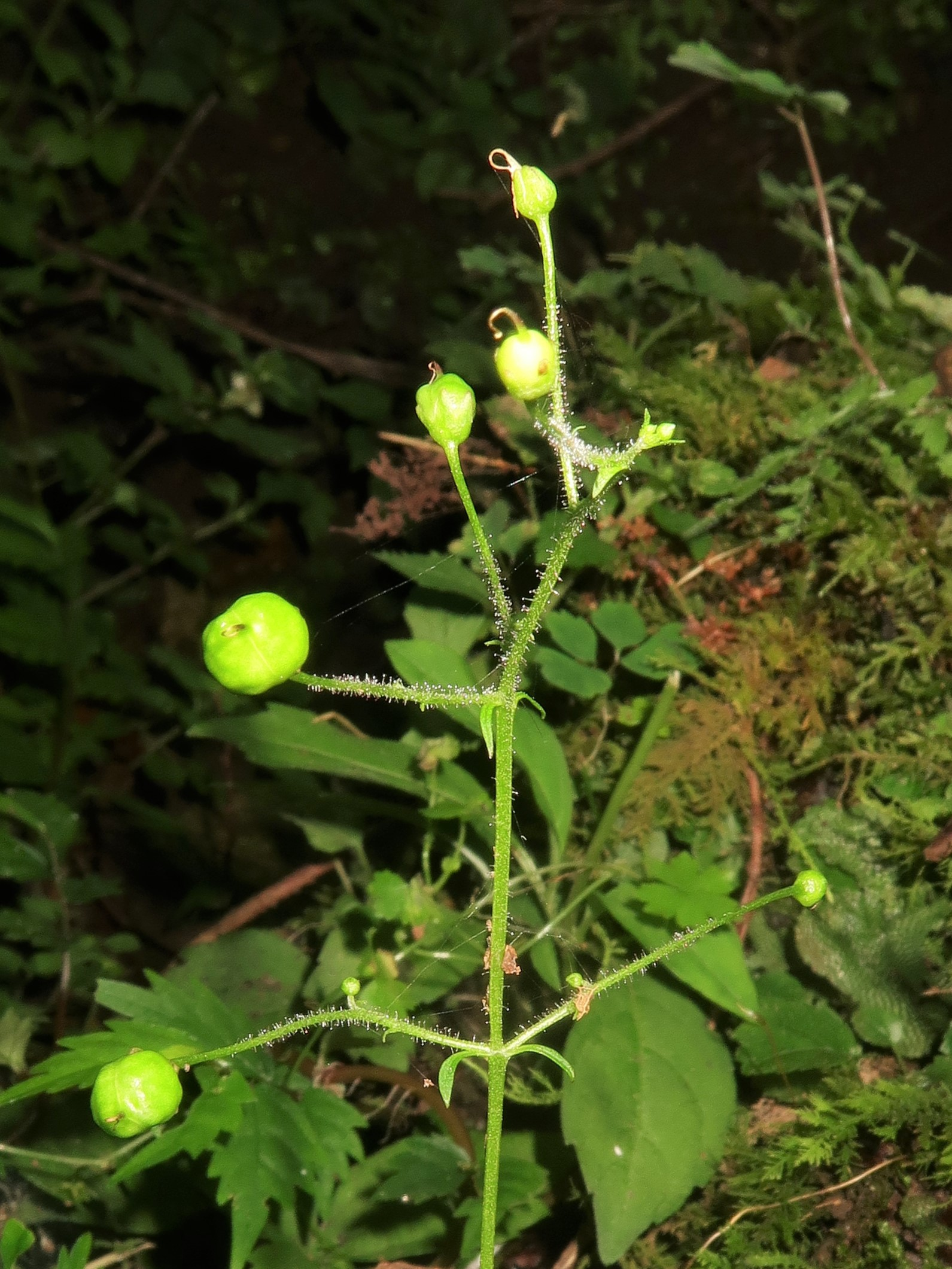
花（果実）はまばらにつき、果実は球形の蒴果になる。
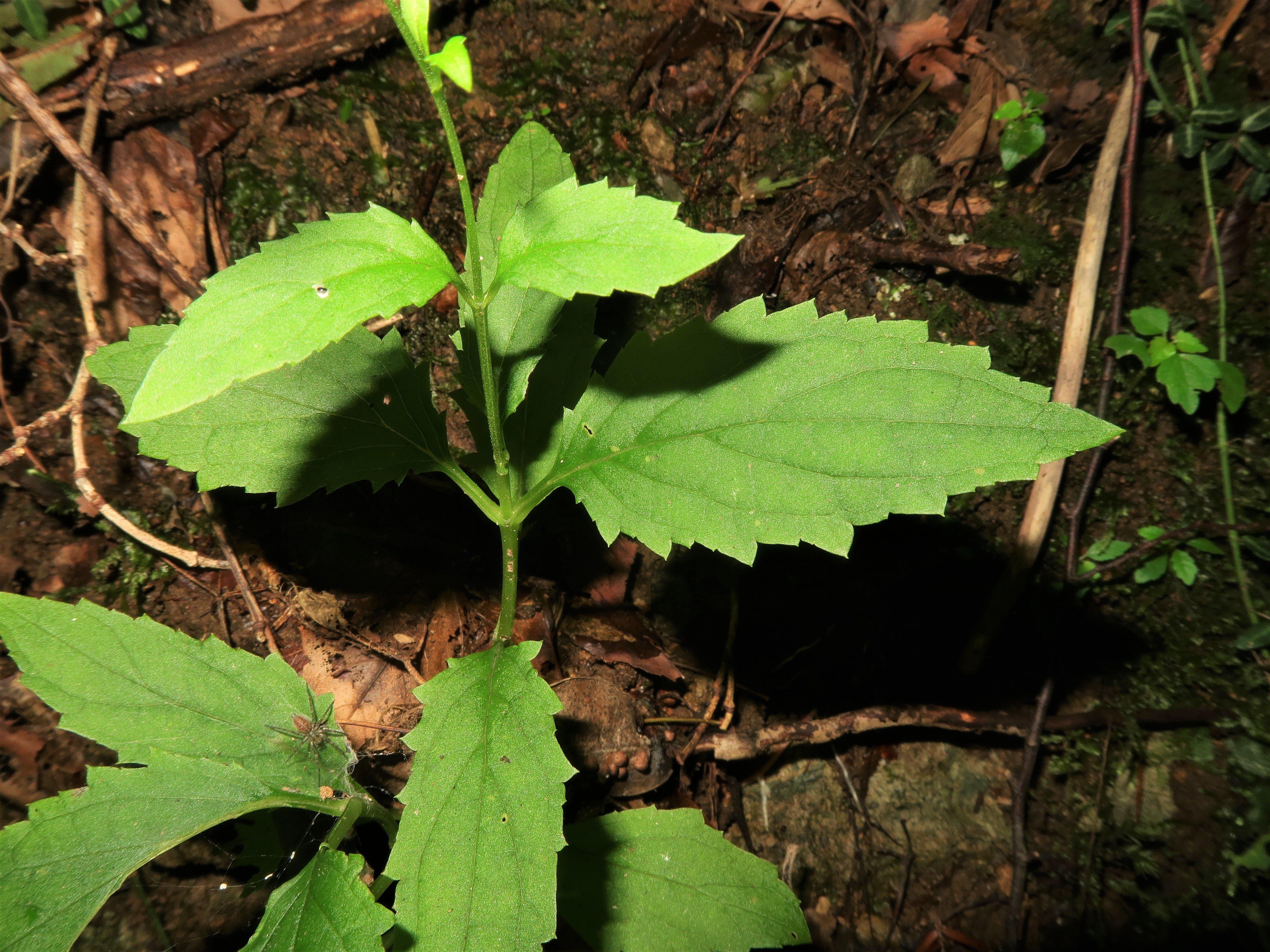
葉身は卵状長楕円形で、先端はとがり、縁にはとがった重鋸歯がある。